# Eurya asterica
Eurya asterica là một loài thực vật có hoa trong họ Pentaphylacaceae. Loài này được W.R.Barker mô tả khoa học đầu tiên năm 1982.